# أحمد سليمان يوسف
أحمد سليمان يوسف (بالإنجليزية: Ahmed Suleiman)‏ (18 أغسطس 1992 بجوس في نيجيريا - ) هو لاعب كرة قدم نيجيري في مركز الهجوم. لعب مع نادي فوليرينغا ونادي ليونغسكايل وUllensaker/Kisa IL ‏.

## روابط خارجية
- أحمد سليمان يوسف على موقع قاعدة بيانات كرة القدم.إي يو (الإنجليزية)
- أحمد سليمان يوسف على موقع Soccerway.com (الإنجليزية)